# Aeroklub Kielecki
Aeroklub Kielecki – stowarzyszenie, członek Polskiego Związku Sportowego Aeroklubu Polskiego utworzony 28 września 1945 roku w Kielcach. Bazą aeroklubu jest lotnisko Kielce-Masłów.

## Historia
Aeroklub powstał w 1945 r. wskutek starań miejscowych pasjonatów lotnictwa, w miejscu przedwojennej szkoły szybowcowej w Masłowie. Grupie inicjatywnej przewodził ówczesny wojewoda kielecki Eugeniusz Iwańczyk-Wiślicz. Po utworzeniu Aeroklubu objął stanowisko honorowego prezesa. Prezesem został wybrany inż. Ottmar Kwieciński.
Następne lata to dynamiczny okres rozwoju działalności Aeroklubu. Jako pierwszy Srebrną Odznakę Szybowcową zdobył Roman Gajos, Złotą – Henryk Kiełkiewicz. W 1949 roku Aleksandra Dobrowolska zorganizowała w Aeroklubie zajęcia dla szybowników, w tym samym roku Aeroklub brał udział w organizacji w Kielcach pierwszych publicznych pokazów z udziałem lotnictwa wojskowego.
Podczas II Ogólnopolskiego Zlotu Gwiaździstego Dziennikarzy i Pilotów w 1963 roku zwyciężyła załoga z Aeroklubu Kieleckiego w składzie pilot Marek Studziński i dziennikarz Jerzy Zarębski.
W XIX Samolotowych Mistrzostwach Polski Rajdowo-Nawigacyjnych, rozgrywanych w 1976 roku w Pińczowie, aeroklubowa załoga Mirosław Gajewski i Wiesław Barcic zajęła trzecie miejsce. W XIV Lubelskich Zimowych Zawodach Samolotowych, rozgrywanych w 1980 roku w Lublinie, załoga Mirosław Gajewski i Andrzej Pawelec zdobyła trzecie miejsce.
W ramach Zawodów Całorocznych, w których zmagają się szybownicy z całej Polskie, Aeroklub Kielecki zajmował w klasyfikacji grupowej miejsca trzecie w zawodach XVI (1970), XIX (1973) oraz XXII (1976). W X Zawodach Szybowcowych im. Szczepana Grzeszczyka w 1975 roku Bogdan Peczela zajął drugie miejsce.
Aeroklub Kielecki może również poszczycić się sukcesami swojej młodzieży lotniczej. W Mistrzostwach Polski Juniorów zajmowali oni czołowe miejsca. W III Mistrzostwach z 1956 roku Zdzisław Majewski zajął miejsce drugie, rok później Czesław Batog był trzeci. Tadeusz Kowalski w VI Mistrzostwach w 1973 roku zajął trzecie miejsce, Bogusław Peczela w VIII Mistrzostwach w 1975 roku powtórzył ten wynik.
Sekcja spadochronowa Aeroklubu też odnosiła sukcesy. Podczas I Spadochronowych Mistrzostw Polski w 1954 roku Ludomir Świeczko zajął drugie miejsce, a w klasyfikacji drużynowej AK zajął pierwsze. IV Mistrzostwa z 1957 roku przyniosły aeroklubowi sukces w postaci trzeciego miejsca. AK był również organizatorem dorocznych Nocnych Zawodów Ziemi Kieleckiej i Świętokrzyskich Zawodów Spadochronowych. W I Spadochronowych Mistrzostwach Polski Juniorów w 1964 roku Marian Zapart zajął trzecie miejsce. Podczas III Mistrzostw Juniorów w 1966 roku Paweł Bugajski był drugi. Wiesław Pawełkiewicz, wynikiem 0,75 m, w 1967 roku ustanowił krajowy rekord w celności lądowania po natychmiastowym otwarciu spadochronu na wysokości 1500 m. W 1971 roku na lotnisku w Masłowie odbyły się XV Spadochronowe Mistrzostwa Polski Seniorów z udziałem ekip zagranicznych z ZSRR, CSRS i NRD. Działalność w zakresie sportu spadochronowego zaowocowała uznaniem Aeroklubu Kieleckiego w 1988 roku za najlepszy w Polsce w tej dziedzinie oraz w zakresie bezpieczeństwa lotów i skoków.
W 1980 roku Roman Gajos został uhonorowany Medalem Tańskiego. W 1982 roku powołano w Aeroklubie Sekcję Konstruktorów Amatorów Lotniczych. Jej dwaj członkowie, Czesław Dudzik i Jerzy Wojtczak, rozpoczęli budowę samolotów J-2 Polonez.
W Aeroklubie Kieleckim wspierano i rozwijano również działalność modelarską, w okresie 1946–1952 był uważany za jeden z dwóch najlepszych w Polsce ośrodków modelarstwa. Późniejsze lata również przynosiły sukcesy członkom Aeroklubu. W 1986 roku Mateusz Michalski zajął pierwsze miejsce w Mistrzostwach Polski w klasie S3A modeli kosmicznych. W 1989 roku Leszek Jamroz zajął czwarte miejsce na Mistrzostwach Państw Socjalistycznych w modelarstwie kosmicznym w klasie S8E. 24 września 1990 roku model szybowca z napędem rakietowym, zbudowany przez Lecha Jamroza, wynikiem 8 minut w 27 sekund ustanowił rekord Polski długotrwałości lotu dla klasy S8E. Na mistrzostwa świata modeli kosmicznych w USA w 1992 roku Leszek Jamróz zajął 19. miejsce.
W 1993 roku powstała filia Aeroklubu, która mieściła się w Pińczowie. Usamodzielniła się rok później i obecnie działa jako Aeroklub Pińczowski. Przy Aeroklubie działa Klub Seniorów Lotnictwa, który jest autonomiczną organizacją posiadającą niezależne władze oraz strukturę organizacyjną.